# Star's Pride
Star's Pride, född 1947, död 1977 på Hanover Shoe Farms i Pennsylvania i USA, var en amerikansk standardhäst. Han är ansedd som en av de viktigaste avelshingstarna inom utvecklingen av den amerikanska standardhästen.

## Historia
Star's Pride föddes 1947 efter Worthy Boy och undan Stardrift, och köptes som ettåring av E. Roland Harriman och Lawrence B. Sheppard. Han sattes i träning hos Harry Pownall och tränades ofta jämsides med stallkamraten Florican. Som treåring segrade han bland annat i Kentucky Futurity och Matron Stakes, samt kom på andra plats i Hambletonian Stakes bakom Lusty Song.
1959 stallades han upp som avelshingst på Hanover Shoe Farms där han blev en dominerande tillgång. Han blev där far till åtta segrare i Hambletonian Stakes; Nevele Pride, Super Bowl, Ayres, Emily's Pride, Diller Hanover, Egyptian Candor, Lindy's Pride och Kerry Way.
Hans avkommor Ayres, Nevele Pride, Super Bowl och Lindy's Pride lyckades även att vinna Triple Crown of Harness Racing for Trotters.
Star's Pride dog vid 30 års ålder på Hanover Shoe Farms, och vid hans död hade hans avkommor sprungit in 25 miljoner dollar.